# Штамм, Феликс
Феликс Штамм (пол. Feliks Stamm; нем. Felix Stamm;14 декабря 1901, Косьцян — 2 апреля 1976, Варшава) — польский тренер по боксу. На протяжении многих десятилетий возглавлял национальную сборную Польши, считается отцом-основателем оригинальной польской школы бокса.

## Биография
Родился 14 декабря 1901 года в городе Косьцян, Германская империя.
С ранних лет занимался боксом в спортивном клубе «Пентатлон» в Познани, в период 1923—1926, когда обучался в военной школе гимнастики и спорта в Варшаве, провёл тринадцать официальных боёв (одиннадцать раз выиграл, один раз проиграл, в одном случае была зафиксирована ничья), а также около тридцати показательных матчей. В 1926 году стал инструктором по боксу в варшавском спортивном обществе «Варта», начиная с 1932 года читал лекции в Варшавском центральном институте физического воспитания, затем в 1936 году занял должность главного тренера польской национальной сборной. Носил звание старшего вахмистра Войска Польского.
С 1945 года Штамм вместе с женой и четырьмя детьми проживал в городе Быдгощ, потом в 1946 году принял предложение стать генеральным управляющим Польской боксёрской ассоциации и переехал в Познань.
В должности главного тренера национальной команды Польши Штамм участвовал в семи летних Олимпийских играх (1936—1968) и четырнадцати чемпионатах Европы (1930—1969). За это время его подопечные выиграли 23 олимпийские медали (6 золотых, 7 серебряных, 10 бронзовых) и 59 медалей европейского первенства (25 золотых, 21 серебряная, 13 бронзовых). Среди его воспитанников множество известных боксёров, в том числе олимпийские и европейские чемпионы, как например, Зыгмунт Хыхла, Зенон Стефанюк, Лешек Дрогош, Збигнев Петшиковский, Тадеуш Валасек, Казимеж Паздзёр, Ежи Адамский, Юзеф Грудзень, Ежи Кулей, Мариан Каспшик, Ян Щепаньский, Антони Чортек и многие другие.
За 50 лет активной тренерской работы Штамм создал и популяризировал оригинальный боксёрский стиль, целую отдельную школу бокса с характерными методиками и канонами. Будучи яростным противником силовой борьбы, он утверждал в своих учениках стремление добиваться победы искусными действиями, в которых сильный акцентированный удар является завершением хорошо продуманной и отлично проведённой тактической комбинации. Во время тренировок он постоянно говорил о необходимости набирания очков в процессе боя, подчеркивая важность плотности действий в раундах. Основой стиля является насыщенность раундов энергичными действиями при наступательной тактике, при этом переход боксёра к обороне рассматривается лишь как временное переключение.
Играл эпизодические роли в фильмах «Дело, которое надо уладить» (1953) и «Муж своей жены» (1960).

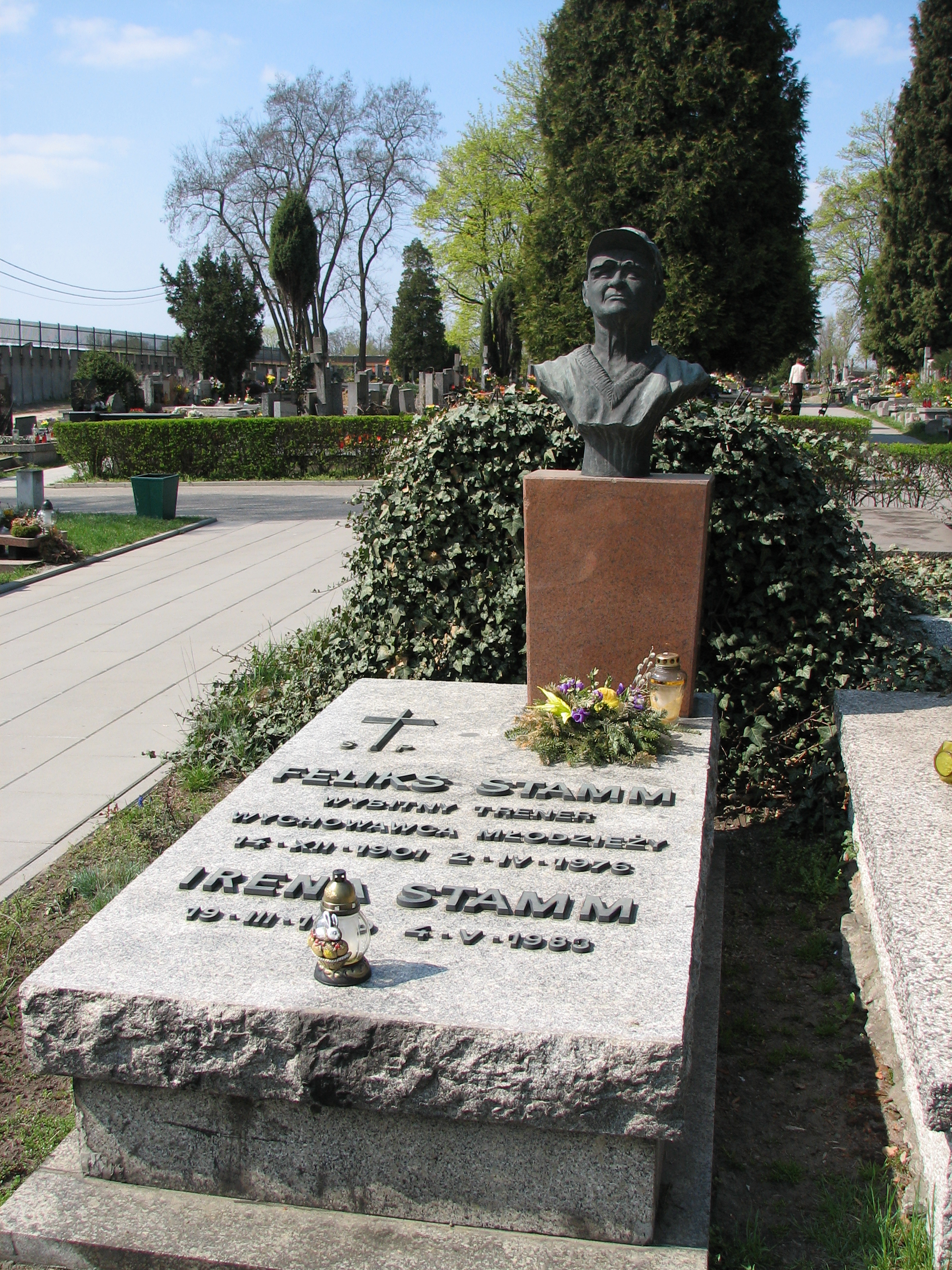
Могила Феликса Штамма на Повонзковском кладбище в Варшаве

В последние годы Штамм работал спортивным корреспондентом, в качестве обозревателя польского боксёрского журнала освещал крупнейшие международные турниры, проводившиеся в различных странах.
Умер 2 апреля 1976 года в Варшаве, похоронен на Повонзковском кладбище.
С этого момента в городе ежегодно проводится мемориальный турнир его имени, куда съезжаются сильнейшие боксёры со всего мира. Также в честь Феликса Штамма названа улица в одном из районов Познани. В 2018 году Штамм был признан тренером столетия по версии Польского радио.

## Награды
- Орден «Знамя Труда» 2-й степени (1960[2])